# Monte das Gameleiras
Monte das Gameleiras è un comune del Brasile nello Stato del Rio Grande do Norte, parte della mesoregione dell'Agreste Potiguar e della microregione di Borborema Potiguar.